# Easterton
Easterton – wieś w Anglii, w hrabstwie Wiltshire. Leży 28 km na północny zachód od miasta Salisbury i 131 km na zachód od Londynu. W 2001 miejscowość liczyła 583 mieszkańców.